# Kingsford, Michigan
Kingsford är en ort i Dickinson County i delstaten Michigan, USA.